# Хюммель
Хюммель (нем. Hümmel) — община в Германии, в земле Рейнланд-Пфальц. 
Входит в состав района Арвайлер. Подчиняется управлению Аденау.  Население составляет 507 человек (на 31 декабря 2010 года). Занимает площадь 15,84 км².